# Loi Acerbo
La loi Acerbo fut une profonde réforme du mode de scrutin italien voulue par Benito Mussolini et réalisée en 1923 par Giacomo Acerbo, dont elle prit le nom.

## Présentation
Une telle loi prévoyait l'adoption du mode de scrutin majoritaire au sein d'un collège national unique. La liste qui obtenait la majorité avec un pourcentage supérieur à 25 % des voix se voyait attribuer les deux tiers des sièges, soit 356, alors que les 179 restants allaient aux listes minoritaires sur une base proportionnelle. Il était aussi prévu qu'au cas où la liste majoritaire soit une fédération de plusieurs partis, la prime à la majorité aille au mouvement qui avait obtenu le plus grand nombre de voix parmi ceux qui composaient la liste la plus grande.
Des modifications ultérieures furent apportées à la loi électorale, comme la réduction de l'âge minimum pour l'éligibilité de 30 à 25 ans, l'abolition de l'incompatibilité pour les charges administratives pour les maires, les députés et les fonctionnaires publics à l'exception des préfets, vice-préfets et agents de la sécurité publique. Une autre nouveauté fut l'adoption de la carte électorale au lieu de l'enveloppe.
La loi Acerbo est approuvée par la Chambre des députés le  21 juillet 1923 par 223 voix pour et 123 contre : se prononcèrent en faveur : le Parti national fasciste, une bonne partie du Parti populaire italien dont Alcide De Gasperi, le Parti libéral italien ainsi que d'autres mouvements de droite celui d'Antonio Salandra ; se prononcèrent contre : le Parti communiste italien et le Parti socialiste italien. Après la validation par le Sénat du royaume, le 18 novembre, par 165 voix pour et 41 contre, la réforme entra définitivement en vigueur.
La tâche de former les listes nationales a été confiée par Mussolini « à une commission de cinq membres appelée la "pentarchie". Les cinq personnes étaient Cesare Rossi, Giacomo Acerbo, Michele Bianchi, Aldo Finzi et Francesco Giunta ».
Aux élections du 6 avril 1924, le listone (grosse/grande liste) de  Mussolini reçut 64,9 % des voix, élisant 375 députés (la prime à la majorité était obtenue, comme il était prévisible, par le Parti national fasciste), alors que l'opposition de centre gauche obtenait seulement 161 sièges, bien qu'elle fût majoritaire dans le nord de l'Italie, avec 1 317 117 voix contre les 1 194 829 du listone.